# 1545 Thernöe
1545 Thernöe este un asteroid din centura principală, descoperit pe 15 octombrie 1941, de Liisi Oterma.